# Claret Szent Antal Mária
Claret Szent Antal Mária (Sallent, Katalónia, 1807. december 23. – Fontfroide apátság, Narbonne, 1870. október 24.) spanyol püspök.

## Életpálya
A 19. század spanyol egyházának legnagyobb alakja. Szülei, kicsi korától a szövőműhelyi feladatok elsajátítása mellett, lehetővé tették, hogy a kor szellemének megfelelően egyházi ismeretekkel bővítse elméjét. Fiatal felnőtt koráig testvérével együtt apja szövőműhelyében kellett segítenie. 1824-ben apja Barcelonába küldte tanulni, hogy tovább tökéletesítse magát a takács szakmában. Kiváló gyakorlati érzéke mellett olyan szövési módokat és mintákat talált ki, hogy 1828-ban rábízták egy nagy szövőüzem technikai irányítását. Hamarosan lemondott a csábító megbízásról, mert egészen Istennek akarta szentelni az életét.
A katalóniai Vich püspöke 1835-ben szentelte pappá. Rómába indult,  hogy felajánlja szolgálatait a missziókat irányító vezetőknek. A római jezsuitáknál lelkigyakorlatot tartott, és felvételét kérte a rendbe. Kialakuló reumatikus betegsége miatt néhány hónap múlva elbocsátották a rendből. Visszatért Spanyolországba. Nem kapott plébániai beosztást, hanem missziós prédikátorként szolgált. Mindig gyalog járt, pénzt vagy ajándékot soha el nem fogadott, csak ennivalót adhattak neki. A polgárháborús és politikai szenvedélyekkel átitatott, veszélyes környezetben képes volt, hogy egyedül Isten szolgálatával foglalkozzon, a megbékélést hirdesse.
Kitűnő szónok volt. Számtalan prédikációjával és írásával a nép apostola és lelki tanítója lett. A lelki életet hirdette és tanította minden rendű és rangú hívőnek. Sürgette a laikusok apostolkodását és hiteles keresztény lelkületét. 1848-ban a Kanári-szigetekre menekült, amikor Spanyolországban életveszélyessé vált számára a helyzet. Hazájától távol megszületett a missziós rendet alapításának gondolata. A misszió tagjai világszerte megteszik majd azt, amit ő maga csak nagyon korlátozottan tudott tenni. Amikor visszatért a szigetekről, 1849. július 16-án Vichben megalapította a Szeplőtelen Szűz Mária Fiainak Missziós Társaságát. A saját rendje mellett nagy gondot fordított azokra a mozgalmakra, ahol a világiak apostolkodtak. 1850 és 1857 közt akarata ellenére Kuba szigetének érseke lett. Kubában is sok ellenfele volt, merényletet is elkövettek ellene. Az orvosok tehetetlenül álltak a súlyosan sérült főpap körül. Ő felgyógyult. Váratlanul Madridba hívták, II. Izabella spanyol királynő és lánya gyóntatója és tanácsadója lett. Az udvar élete is megváltozott tevékenysége nyomán, de a királyi család házassága is rendeződött. 1868-ban a spanyolországi forradalom miatt a királyi családdal Franciaországba ment, visszavonultan a fontfroidei ciszter apátságban halt meg.

## Írásai
Egyike a legtermékenyebb spanyol lelki íróknak, és korának legolvasottabb szerzője volt. Életre hívott egy vallásos könyvek kiadásával foglalkozó társulatot, amely könyvek millióit juttatta el a néphez. Írásaival azt akarta elérni, hogy prédikációinak és alapításainak gyümölcse maradandóvá váljék.

### Fő művei
- Az egyenes út mintegy kétmillió példányban jelent meg. Tanítása olyan egyszerű és gyakorlati, evangéliumi és apostoli, hogy mindenki számára érthető; abból indult ki, hogy bármilyen állapotban él is valaki, hivatása az életszentségre szól.
- Önéletrajz

## Emléknapja
XII. Piusz pápa 1950-ben avatta szentté. Ünnepét 1960-ban vették fel a római naptárba, október 23-ra. 1969-ben áttették az ünnepet halála napjára, október 24-re.